# Milia (dystrykt Famagusta)
Milia (gr. Μηλιά, tur. Yıldırım) – wieś na Cyprze, w dystrykcie Famagusta. Położona jest na terenie republiki Cypru Północnego.